# Zain Bhikha

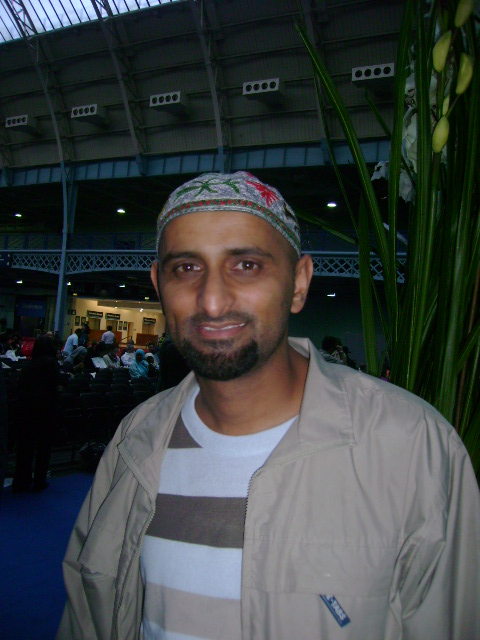
Zain Bhika

Zain Bhikha (Pretoria, Zuid-Afrika, 9 augustus 1974) is een Zuid-Afrikaanse singer-songwriter.
Zain Bhikha is een moslim, die bekend werd als uitvoerder van Nasheed-liederen. Hij werkt veel samen met andere prominente islamitische entertainers, zoals Yusuf Islam (Cat Stevens) en Dawud Wharnsby Ali. Zains muziek bestaat vooral uit teksten over de islam, die hij zingt met meestal alleen drums.
Bhikha werd geboren als enige zoon van Rashid en Mariam Bhikha. Hij heeft drie zussen: Zubida, Aysha en Nasima.

## Discografie
- 2000 - Towards the Light
- 2000 - Children of Heaven
- 2001 - Faith
- 2002 - Our World
- 2005 - Mountains of Makkah
- 2006 - Allah Knows

- Bibliothèque nationale de France: cb15567646m (data)
- International Standard Name Identifier: 0000 0000 4253 954X
- Library of Congress Control Number: no2004006861
- MusicBrainz: 99b2ad02-c573-4355-83e0-7fcb52006aec
- Virtual International Authority File: 5245136
- WorldCat: E39PBJx8C6jRXxy66dWWCCrDv3